# Gabinete de David Saul Marshall
El gabinete de David Saul Marshall primer jefe de gobierno de Singapur, se configuró el 6 de abril de 1955, tras la victoria del Frente Laborista (LF) en las primeras elecciones generales bajo sufragio universal de la colonia británica. El LF había obtenido una primera minoría de escaños en la Asamblea Legislativa con 10 sobre 25 electos y 32 en total, por lo que negoció durante tres días con otros partidos políticos. Finalmente, acordó con la Organización Nacional de los Malayos Unidos (UMNO) y la Asociación China de Malaya (MCA), partidos integrantes de la Alianza gobernante en la vecina Malasia (entonces en proceso de formación) para constituir un gobierno en minoría con apoyo de miembros independientes.
Se trató del primer gobierno elegido democráticamente en la historia de Singapur y estaba compuesto por nueve ministros. El liderazgo de la oposición fue ocupado por el Partido de Acción Popular (PAP), encabezado por Lee Kuan Yew, así como el partido Unión Malaya (KM). El gabinete duró en el poder catorce meses hasta la renuncia de Marshall el 7 de junio de 1956, luego de su fracaso para lograr que el Reino Unido le concediera a Singapur el autogobierno total. Fue sucedido por Lim Yew Hock.

## Integrantes
| Cargo                                               | Ministro                         | Partido político | Partido político | Inicio del mandato      | Final del mandato       |
| --------------------------------------------------- | -------------------------------- | ---------------- | ---------------- | ----------------------- | ----------------------- |
| Ministro Principal Ministro de Comercio e Industria | David Saul Marshall              |                  | LF               | 6 de abril de 1955      | 7 de junio de 1956      |
| Ministro de Gobierno Local, Tierras y Vivienda      | Abdul Hamid bin Haji Jumat       |                  | UMNO             | 6 de abril de 1955      | 7 de junio de 1956      |
| Viceministro de Comercio e Industria                | JM Jumabhoy                      |                  | LF               | 6 de abril de 1955      | 7 de junio de 1956      |
| Secretario en jefe                                  | William Allmond Codrington Goode |                  | Independiente    | 6 de abril de 1955      | 7 de junio de 1956      |
| Procurador general                                  | EJ Davies                        |                  | Independiente    | 6 de abril de 1955      | 6 de septiembre de 1955 |
| Procurador general                                  | Charles Harris Butterfield       |                  | Independiente    | 6 de septiembre de 1955 | 7 de junio de 1956      |
| Ministro de Salud                                   | Armand Joseph Braga              |                  | LF               | 6 de abril de 1955      | 7 de junio de 1956      |
| Ministro de Comunicaciones y Obras                  | Francis Thomas                   |                  | LF               | 6 de abril de 1955      | 7 de junio de 1956      |
| Ministro de Trabajo y Bienestar                     | Lim Yew Hock                     |                  | LF               | 6 de abril de 1955      | 7 de junio de 1956      |
| Ministro de Educación                               | Chew Swee Kee                    |                  | LF               | 6 de abril de 1955      | 7 de junio de 1956      |
| Secretario Financiero                               | TM Hart                          |                  | Independiente    | 6 de septiembre de 1955 | 7 de junio de 1956      |